# パストラル星置
パストラル星置（パストラルほしおき）は、北海道札幌市手稲区手稲山口にあるショッピングセンター。核店舗はスーパーアークス。
本項では、隣接する手稲山口複合商業施設及びアンジェリアの街についても併せて述べる。

## 概要
ネイバーフッド型（NSC）オープンモール形式を採用しているショッピングセンターである。

### 沿革
- 2000年（平成12年）12月8日 - パストラル星置開業。
- 2006年（平成18年）
  - 5月16日 - ビッグハウス星置店が、改装の為一時閉店。
  - 5月26日 - ビッグハウス星置店営業再開。
- 2013年（平成25年）
  - 2月3日 - ビバホーム星置店が閉店[3][4]。
  - 4月1日 - ビッグハウス星置店がスーパーアークス星置店へ改装のため休業[5][6]。
  - 4月11日 - スーパーアークス星置店が開業[5][7]。
  - 4月18日 - ビバホーム星置店跡にカインズホームFC星置店が開業[8][9][10]。

## 主なテナント
- スーパーアークス星置店
- カインズホームFC星置店
- ファッションセンターしまむら星置店
- ゲオ札幌星置店
- アスビーファム星置店
- エンパイアークリーニングパストラル星置店
- メガネのプリンス星置店
- 不二家アークス星置店
- 美容室ララ・ヘアー
- 海の風歯科
- 丸紅エネルギー（北見石油販売）札幌星置SS

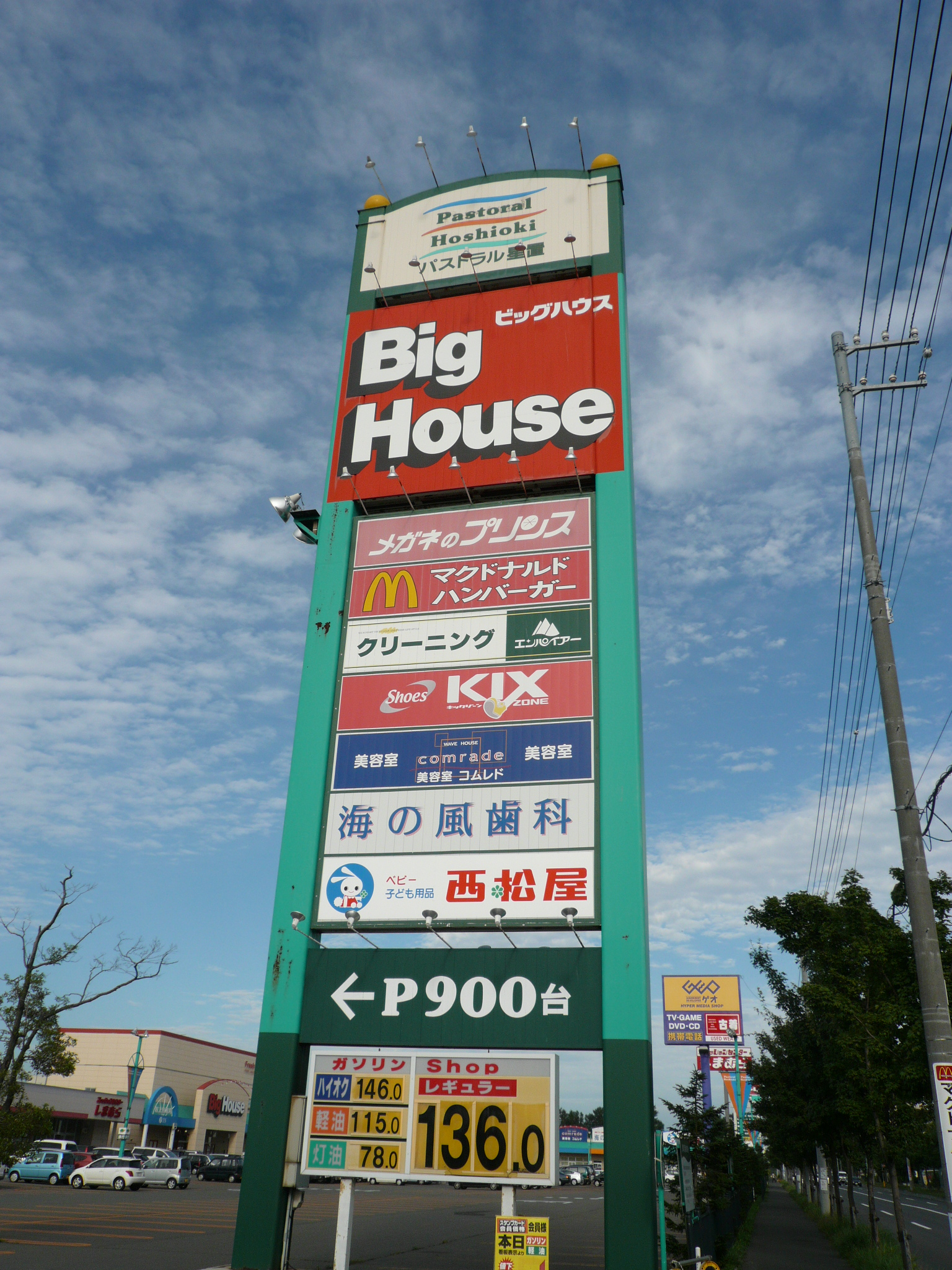
ポールサイン（2010年8月）

## 手稲山口複合商業施設
手稲山口複合商業施設は、パストラル星置の西側に隣接する複合商業施設である。パストラル星置と同様にネイバーフッド型（NSC）オープンモール形式を採用している。
東側はしまむらが設置する「星置ファッションモール（アベイル・シャンブル）」となっており、加えてパストラル星置にはファッションセンターしまむらが所在する。

### 沿革
- 2008年（平成20年）12月12日 - 手稲山口複合商業施設開業[11]。

### テナント
- 星置ファッションモール
  - アベイル星置店
  - シャンブル星置店
- ツルハドラッグ手稲星置店
- ザ・ダイソー手稲山口ショッピングタウン店
- auショップ星置
- さんぱち星置店

## アンジェリアの街

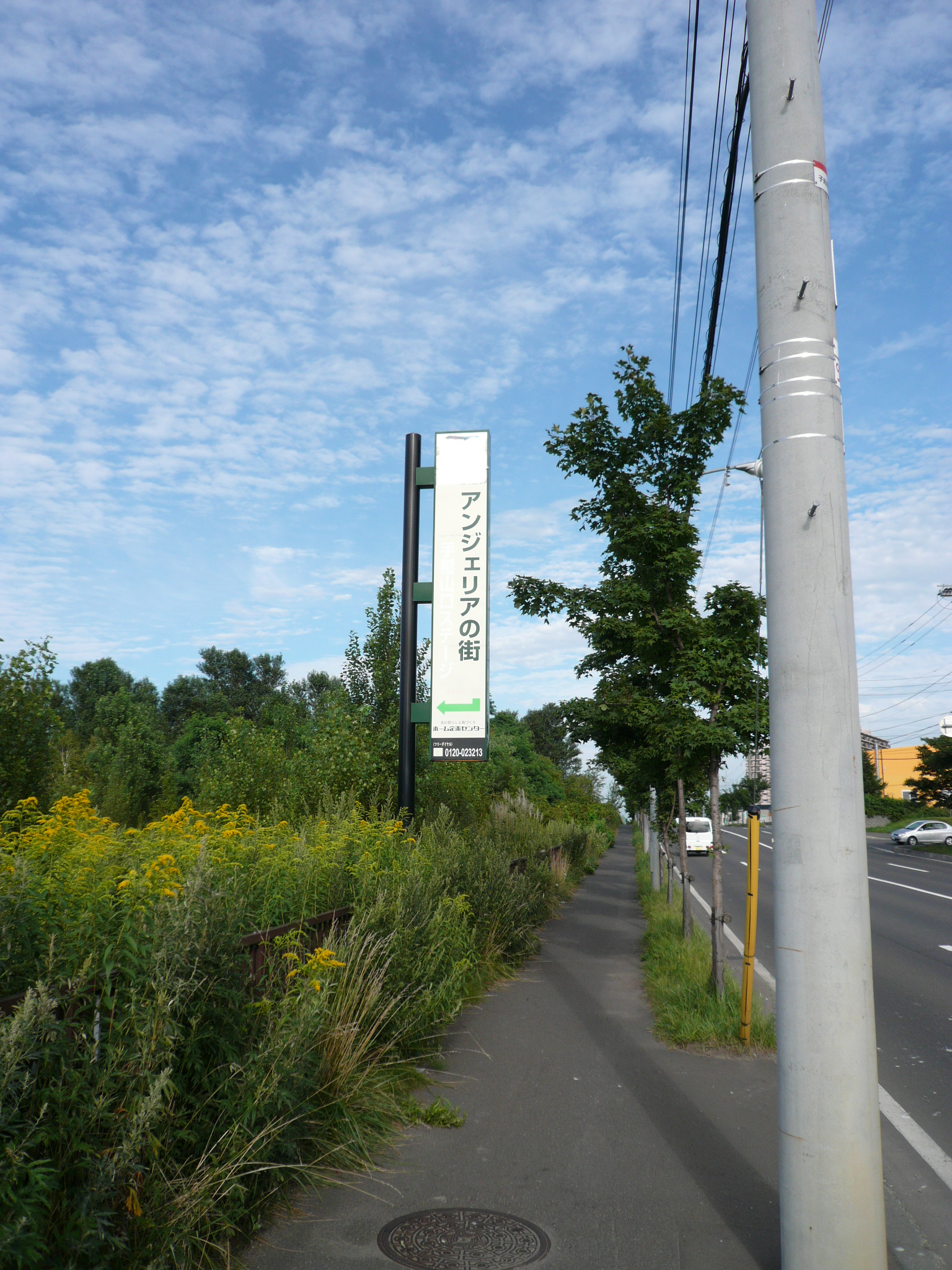
アンジェリアの街看板（現在は撤去） もともと看板はオレンジ色の背景色だったが、日差しによって色褪せてしまっている。（2010年8月）

アンジェリアの街は、パストラル星置の建設と並行してホーム企画センターが計画し、パストラル星置裏の手稲山口地内に造成された住宅群の総称。現在では分譲を全て完了し、2010年（平成22年）3月1日時点で89世帯が居住する。
「アンジェリアの街」という名称を確認できるものは少ないが、下手稲通沿いに分譲中に建てられた看板（撤去）や、地区内の手稲山口アンジェリア公園（手稲山口506-8-23）、アンジェリア町内会から確認できる。

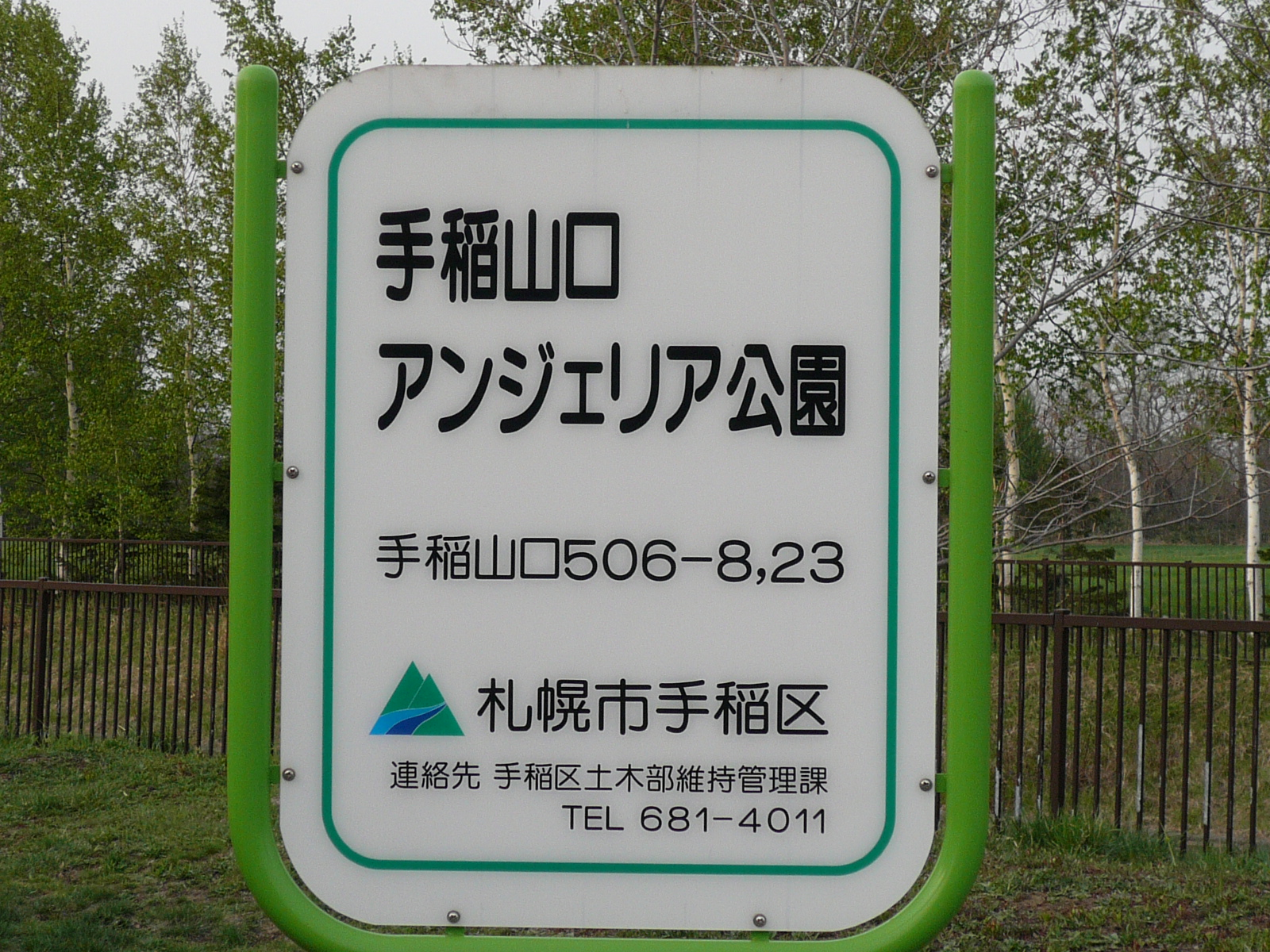
手稲山口アンジェリア公園（2008年5月）

## 交通機関
鉄道
- JR北海道函館本線星置駅から徒歩15分。

路線バス
- ジェイ・アール北海道バス札樽線「星置2条2丁目北」停留所から徒歩1分。

自家用車
- 札樽自動車道銭函インターチェンジから10分。

※駐車場有（無料）